# Georges Tourreil
Georges Louis Cottu dit Georges Tourreil, né le 7 septembre 1894 dans le 11e arrondissement de Paris, ville où il est mort le 16 juin 1960 en son domicile, au no 4, avenue Friedland  dans le 8e arrondissement, est un acteur français.
Il est inhumé au cimetière de Saint-Maur-des-Fossés

## Filmographie
- 1927 : Jalma la double de Roger Goupillières - Alcide Malaric
- 1928 : La venenosa de Roger Lion - Masetti
- 1929 : Un soir au cocktail's bar de Roger Lion - moyen métrage - Un barman
- 1930 : Eau, gaz et amour à tous les étages de Roger Lion - moyen métrage -
- 1930 : Marius à Paris de Roger Lion - court métrage - Le manager de Florida
- 1931 : En bordée de Henry Wulschleger et Joe Francis - Le lieutenant Alain de Perdignac
- 1931 : Passeport 13.444 de Léon Mathot
- 1931 : La Tragédie de la mine de Georg-Wilhelm Pabst et Robert Beaudoin - L'ingénieur
- 1932 : L'Atlantide de Georg-Wilhelm Pabst - Le lieutenant Ferrières
- 1932 : L'Atlantide de Georg-Wilhelm Pabst - version allemande - Le lieutenant Ferrières
- 1932 : The mistress of Atlantis de Georg-Wilhelm Pabst - version anglaise - Le lieutenant Ferrières
- 1932 : Les Trois Mousquetaires d'Henri Diamant-Berger - film tourné en deux époques -
- 1933 : Le Testament du docteur Mabuse de Fritz Lang et René Sti
- 1933 : La voix du métal / L'appel de la nuit de Youly Marca-Rosa
- 1934 : Le Billet de mille de Marc Didier
- 1934 : L'Or de Karl Hartl et Serge de Poligny - Un secrétaire
- 1935 : Golgotha de Julien Duvivier - Un disciple
- 1935 : La Marmaille de Bernard Deschamp
- 1936 : L'Argent de Pierre Billon
- 1936 : Monsieur Personne de Christian-Jaque - Le détective
- 1936 : Les Petites Alliées de Jean Dréville - Riveral
- 1936 : Rigolboche/Reine de Paris de Christian-Jaque
- 1937 : L'Appel de la vie de Georges Neveux
- 1937 : Les Pirates du rail de Christian-Jaque - Teyssère
- 1938 : Alerte en Méditerranée de Léo Joannon - L'officier des spahis
- 1938 : Fort Dolorès de René Le Hénaff
- 1939 : Entente cordiale de Marcel L'Herbier - Le capitaine Marchand
- 1941 : Le Destin fabuleux de Désirée Clary de Sacha Guitry - Cambronne
- 1943 : Carmen de Christian-Jaque - Dancaire
- 1944 : Sortilèges de Christian-Jaque - Le brigadier
- 1945 : Boule de Suif de Christian-Jaque - Le chef des Francs-Tireurs
- 1946 : Les Aventures de Casanova de Jean Boyer - film tourné en deux époques - Piquebise
- 1946 : La Rose de la mer de Jacques de Baroncelli - Mouchel
- 1947 : Mademoiselle s'amuse de Jean Boyer - Le commissaire
- 1948 : L'Idole de Alexandre Esway
- 1948 : D'homme à hommes de Christian-Jaque - Un officier français
- 1949 : Amédée de Gilles Grangier - Un inspecteur
- 1949 : Monseigneur de Roger Richebé - Un marquis
- 1952 : Seuls au monde de René Chanas - Le président du tribunal
- 1952 : Les Amants maudits de Willy Rozier
- 1952 : Monsieur Leguignon lampiste de Maurice Labro - Le substitut
- 1952 : Adorables créatures de Christian-Jaque
- 1955 : Si tous les gars du monde de Christian-Jaque
- 1958 : Prisonniers de la brousse de Willy Rozier

## Théâtre
- 1952 : Feu d'artifice, opérette d'Erik Charell et Jürg Amstein, adaptation de Jean Boyer et Pierre Destailles, mise en scène d'Erik Charell, musique de Paul Burkhard, au théâtre Marigny (1er mars)
- 1952 : Velca, pièce de Tullio Pinelli, adaptation et mise en scène de José Quaglio, musique de Georges Delerue,au théâtre de Babylone (15 octobre)
- 1953 : La Maison brûlée, drame en 2 actes d'August Strindberg, traduction et adaptation de Boris Vian, mise en scène de Franck Sundstrom, au théâtre de Babylone (15 septembre) : le teinturier.